# Katavóthres d'Argostóli
Les katavóthres d’Argostóli (καταβόθρες, de κατά, en bas et βόθρος, trou, fosse), sont, comme leur nom l'indique en grec, « des trous qui engloutissent ». Équivalents à des ponors, ils correspondent à l'entrée d'eau de mer dans des fissures de la roche et accompagnent cette absorption d'un bruit étrange. Ils sont également appelés « moulins marins d'Argostóli » depuis environ le milieu du XIXe siècle quand des moulins utilisant leur énergie ont été construits.
Ils se trouvent uniquement à Fanari (en grec Φανάρι), l'extrême pointe nord de la petite péninsule d'Argostóli sur l'île Ionienne de Céphalonie, en Grèce.

## Description
L'eau de mer pénètre sous terre par des cavités appelées pertes en hydrologie pour les rivières dont, et c'est là l'aspect remarquable de ce phénomène, le point d'entrée est sous le niveau de la mer. Ceci est sans équivalent et les tentatives d'explications scientifiques ont donné lieu à de nombreuses hypothèses dans le passé.
Très longtemps on s'est demandé où allait cette eau de mer. Il était facile d'imaginer des cavernes souterraines qui recevraient cette eau, mais attendu que l'eau disparaissant était déjà sous le niveau de la mer, selon le principe des vases communicants ces cavernes auraient dû finir par se remplir et l'eau de mer, cesser d'être aspirée. Ceci d'autant que la Méditerranée n'est pas marquée par de grandes marées : on ne pouvait donc pas justifier la réalité des katavóthres par le phénomène des marées.

## Géologie
Géologiquement et pour ce qui concerne le système des katavóthres, le corps principal de l'île de Céphalonie est essentiellement composé d'une part du mont Roudi et du mont Ainos, deux chaînes successives de montagnes karstiques (calcaires et dolomites datant du Crétacé (-145 à -65 Ma) au Paléogène (-65 à -23 Ma)), orientées nord-ouest / sud-est, additionnées  sur la côte est du mont Kokkini Rachi, lui aussi une montagne karstique mais tenant son origine du Trias (-251 à -200 Ma) et du Jurassique (-200 à -145 Ma) ; et d'autre part de sédiments du Tertiaire (-65 à -2.6 Ma) au sud et au sud-est. On retrouve les calcaires du Crétacé et du Paléogène dans la péninsule d'Erisos, et dans le nord et l'ouest de la péninsule de Palikki ; et les sédiments du Tertiaire au sud et à l'est de cette dernière. Les puits naturels et dolines effondrées amenant la formation de nombreux avens, sont caractéristiques de l'île en général et de l'arrière-pays de Sami en particulier.
Les couches de calcaire du Crétacé sont ici inclinées vers l'est. Ceci implique que la majeure partie des précipitations sur le massif, drainée quasi entièrement par l'intermédiaire des puits et autres cavités souterraines du massif, est dirigée vers l'est ; la surface du massif reste, elle, très sèche. Le réseau hydrologique des péninsules de Palikki et d'Erisos est indépendant de celui du corps principal de l'île.

## Recherches
De nombreuses théories ont été formulées au fil du temps, et des expériences ont été tentées avec des bouts de bois, de l'huile, des colorants, et diverses techniques pour trouver où l'eau refaisait surface. En 1957 un Dr. Pane[Quoi ?] y déverse 40 kg de fluorescéine et de petits bouts de bois colorés, sans plus de succès.
Les hydrogéologues autrichiens Viktor Maurin et Joseph G. Zötl, financés par l’Austrian Research Council, ont mené une étude hydrogéologique sur l'ensemble de l'île de 1959 à 1963. 243 sources et puits naturels sont alors cartographiés, mesurant la dureté, le Ph, la conductivité électrique et la température de l'eau. Ils déterminent ainsi des zones hydrogéologiques, y compris l'établissement de trois zones de location des eaux saumâtres.

### Encartage et zonage des points d'eau
Les sources d'eau saumâtre de l'île sont des eaux de résurgence issues du sous-sol karstique. L'hypothèse de départ était que ces résurgences devaient être les points de sortie de l'eau de mer qui entrait sous terre aux katavóthres d'Argostóli. Les plus grosses sources d'eau saumâtre se trouvent dans la baie de Sami - Aghia Effimia (côte est de l'île), où 35 sources sont répertoriées. La source de Karavomylos y débitait plus de 300 L/s pendant l'été de 1963, et avait longtemps été utilisée pour alimenter un moulin à eau classique. D'autres sources sont également bien connues localement, comme celle de Phrydi ou de Paléomylos. Toutes les sources de la baie, entre Sami et Aghia Effimia, sont saumâtres et se trouvent soit au niveau de la mer, soit en dessous pour un assez grand nombre d'entre elles. Sur les 25 sources de cette zone, 25 ont un débit estival (mesuré en 1963) de moins de 20 L/s ; trois sources dépassent les 100 L/s. 

La deuxième zone de sources saumâtres est dans la partie nord de la baie de Livadi (côte ouest de l'île, baie entre l'île et sa péninsule de Palikki), où se trouvent des sources saumâtres de débit modéré. 

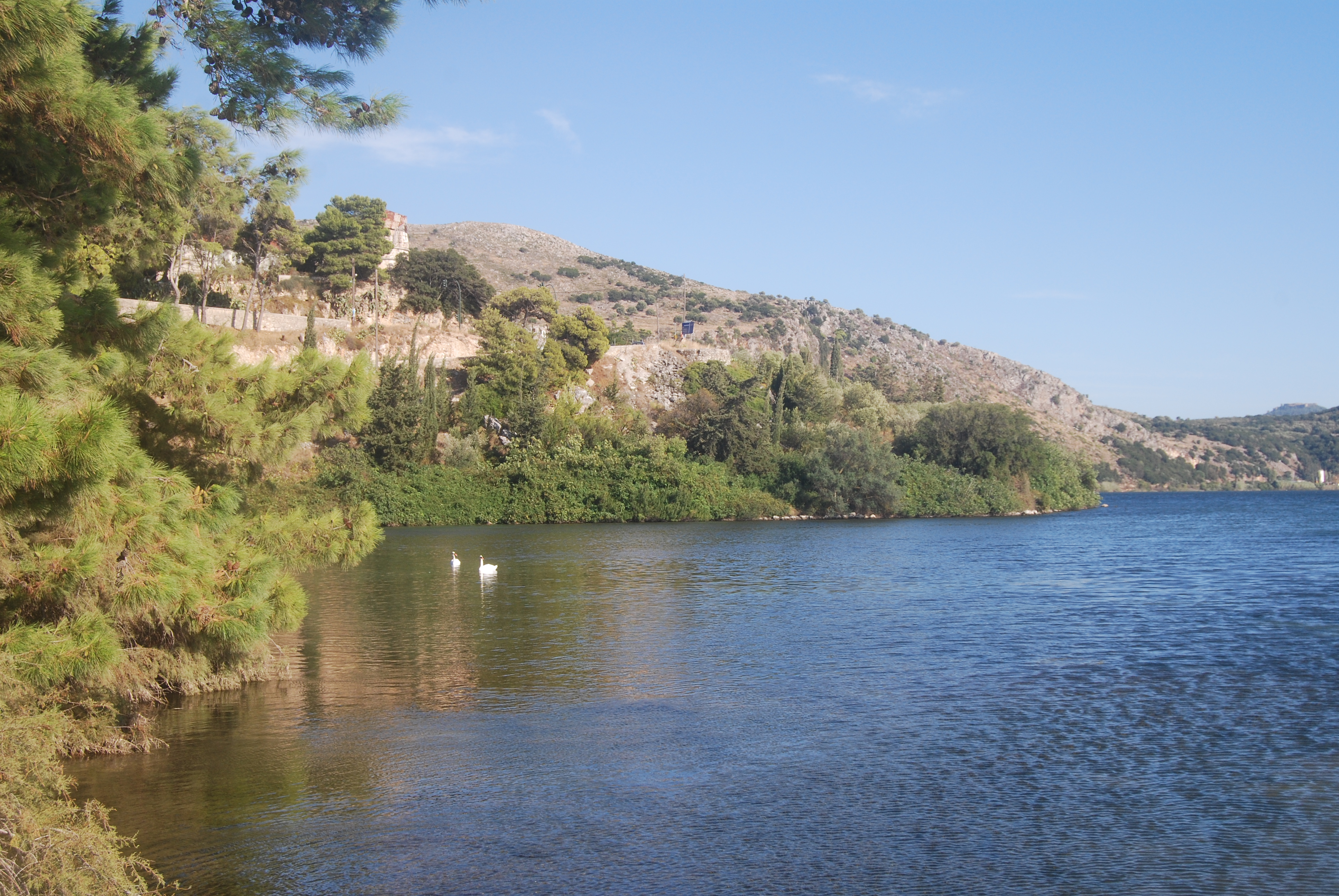
Lagune de Koutavos, baie de Livadi, Céphalonie.

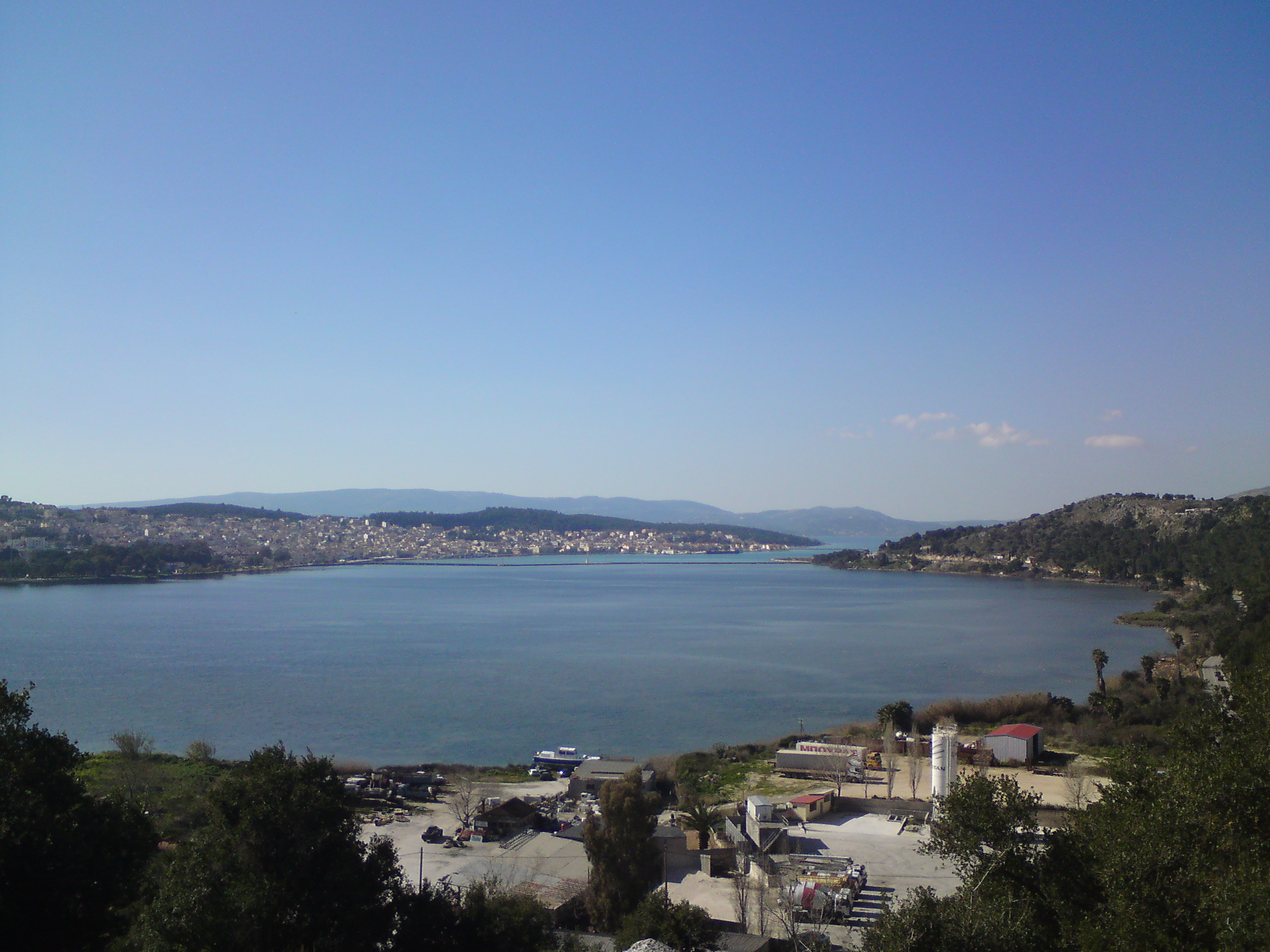
Lagune de Koutavos, baie de Livadi, Céphalonie.

Les sources d'eau douce, issues de l'eau de pluie infiltrée dans la montagne, ne se trouvent qu'au pied des montagnes, dans les sédiments du Tertiaire qui, plus imperméables, font barrage à l'eau : sud et sud-est du mont Ainos, et au sud du mont Kokkini Rachi (qui est sur la côte est). 
Curieusement c'est aussi dans la baie de Livadi (ouest du mont Ainos) que l'on trouve les plus grosses sources d'eau fraîche, notamment dans la lagune de Koutavos (en grec Κούταβος, à 200 m de Farsa) où une source débite plus de 100 L/s ; elle est la principale ressource en eau d'Argostóli.
Pour ce qui est des katavóthres, les plus facilement repérables à l'époque de l'étude (et maintenant) sont la perte utilisée par le moulin de Stevenson, aménagée en 1831 et celle du moulin de Migliaressi, dit aussi « le moulin neuf », aménagé en 1859 à quelques centaines de mètres plus au sud du premier. Stevenson y a construit un petit chenal de pierre de 46 m de long sur environ 2 m de large, agrandi quelques voies d'entrée et bouché quelques autres. Le débit dans le chenal de l'eau entrante y varie selon les marées, dont l'amplitude moyenne à cet endroit est de 40 cm. Les fluctuations subséquentes de débit sont régulées par des vannes. Des mesures prises en février 1963 indiquent que la différence maximum du niveau de l'eau entre vanne fermée et vanne ouverte est de 73 cm de hauteur (Wiebel en 1874 indique 137 cm, ce qui correspond à la remontée de l'île entre les deux mesures lors du séisme de 1953). Quand les vannes sont fermées, on constate l'arrivée d'eau douce dans les katavóthres par des fissures de la roche.

Le moulin de Migliaressi dispose de plus de 200 m de chenaux. À l'époque de l'étude, ils sont totalement à sec.

En plus des katavóthres des moulins, il en existe de nombreux autres, plus petits, sur environ 1 km de la côte est de la péninsule. Parmi ceux-ci, V. Maurin et J. G. Zötl en repèrent 10 autres dont le plus important reçoit 10 L/s.

### Autres vérifications
Cet encartage hydrographique, fait en 1959, est nécessaire mais insuffisant pour comprendre le phénomène des katavóthres. Pendant l'été de 1961, Maurin et Zötl chargent V. Tisch et A. Reisinger (tous deux de Salzbourg), de vérifier l'existence de pénétration sous-marine d'eau de mer dans le sol dans la baie de Sami - Aghia Effimia, principale zone des sources d'eau saumâtre. Tisch et Seitinger n'en trouvent aucune, mais constatent au contraire l'existence des nombreuses décharges d'eau saumâtre. 

Maurin et Zoetl souhaitent également disposer si possible d'un suivi des sources les plus importantes. La source de Phridi, une des plus grosses sources dans la baie de Sami - Aghia Effimia, sera contrôlée régulièrement de juillet 1961 à novembre 1962 par N. Nikolakos, un agriculteur de Céphalonie.
Une différence de niveau permanente entre la mer et les points d'eau entre Fanari (pointe nord de la péninsule d'Argostóli) et Argostóli, était depuis longtemps reconnue - le niveau des points d'eau étant plus bas que celui de la mer. Cependant les mesures de cette différence restaient contradictoires et en désaccord les unes avec les autres. En 1961 Maurin et Zoetl font installer à 32 m de la côte au “moulin neuf”, une jauge qui vient compléter une autre déjà existante. Ils notent ainsi que le niveau de la mer a fluctué de 34 cm durant leur séjour, ceci dû principalement aux effets du vent ; les marées en soi n'ont quasiment pas d'effet. Ils notent aussi que les changements de niveau des eaux sur le terrain suivent ceux du niveau de la mer, avec un certain retard et un niveau d'eau pour les eaux de terrain compris entre 59 cm et 96 cm à l'époque de leur observation, où l'on retrouve à peu près les 34 cm de fluctuation du niveau de la mer. D'autres mesures semblables prises en août 1963 montrent une fluctuation des eaux de terrain de 1,2 m, ce qui est peut-être dû aux précipitations exceptionnelles qui ont précédé cette dernière mesure.

### Préparation et exécution dutraçagedes eaux
Étant enfin prêts à expérimenter sur le traçage de l'écoulement des eaux, V. Maurin et J. Zötl optent pour la fluorescéine (un très fort colorant vert visible sous U.V.) et doivent en calculer la quantité nécessaire, tenant compte du débit total des sources du côté de Sami. Outre les 35 sources déjà répertoriées dont des autochtones leur signalent que le débit total moyen en hiver est d'environ 3 000 l/s, ils apprennent qu'il existe en plus cinq sources sous-marines plus grosses. Se basant sur un débit total estimé pour cette zone de 10 000 l/s (soit 8,6 millions de m³ en 10 jours, ou 17,2 millions de m³ en 20 jours), ils se décident pour 160 kg de fluorescéine - leur limite de financement - qui, selon eux, devrait assurer une concentration de 10−8. Le 26 février 1963, les 160 kg d’uranine (fluorescéine) sont déversés sous le contrôle de A. Dounas et A. Morikis, deux géologues grecs, dans l'un des katavóthres de Fanari. L'analyse des échantillons d'eau (environ 580 au total) commence alors, prélevés en plusieurs endroits : sources du nord et de l'est de la baie de Livadi, de la baie de Sami - Aghia Effimia, et de la zone de Poros (abstraction faite des résurgences submergées en mer). Les prélèvements cesseront le 10 avril.

### Observations
Les premières traces de couleur apparaissent quinze jours plus tard, le 12 mars, à une source à 3 km de Vlachata, soit à peu près à mi-distance entre Sami et Aghia Effimia. Les 13 et 14 mars, la coloration apparaît à d'autres sources proches au sud de celle-ci, notamment aux sources de Phridi et de Karavomylos, ainsi que dans le lac de la grotte de Melissani. Un groupe de sources au nord de la source de Phridi, qui voit les premières traces de couleur le 14 mars (16 jours de trajet sous terre), donne les mesures les plus fortes, avec un maximum de concentration de fluorescéine de 2.10-9 le 16 mars (18 jours de trajet sous terre). Le lac de la grotte de Melissani est la seule résurgence à atteindre lui aussi un ordre de 10-9. Dans la baie de Sami - Aghia Effimia, l'ensemble des sources résurgentes colorées s'étend sur 3 km de long.
Aucune couleur n'est apparue dans les sources de la baie de Livadi, ni dans celles près de Poros.
V. Maurin et J. Zötl font remarquer que les précipitations d'octobre à décembre 1962, précédant leur expérience, ont été exceptionnellement lourdes et sans précédent depuis des dizaines d'années ; et que celles de janvier à mars, quoique moins intenses, ont elles aussi été très nettement plus élevées que la moyenne habituelle de ces mois. Le débit des sources étudiées en a été multiplié par 10. Certaines sources résurgentes sous-marines, ordinairement invisibles, ont durant cette période formé des effervescences à la surface de la mer. 

Habituellement, la proportion eau douce / eau de mer dans les sources résurgentes de la baie de Sami - Aghia Effimia, varie très peu : de l'ordre de 3,5 / 1 pour celles du groupe de sources de Phidri, et de 6 / 1 pour Karavomylos. Après ces pluies torrentielles de l'hiver 61-62, les proportions eau douce / eau de mer sont passées à 6 / 1 pour Phidri et 8,5 / 1 pour Karavomylos. De ceci, Maurin et Zötl déduisent qu'il y a une limite à l'apport en eau de mer dans le système de communication souterrain entre l'ouest et l'est de l'île.
Autre observation faite, la température des sources résurgentes d'eau saumâtres est pratiquement constante tout au long de l'année : 15° en février, 15,1° en août pour Phridi ; 14,9° en août pour Karavomylos. Maurin et Zötl ont retrouvé ces chiffres même après les pluies exceptionnelles notées ci-dessus, et en déduisent que la température de l'eau n'est pas conditionnée par celle de l'apport en eau salée ou en eau douce, mais par le passage de ces eaux dans la masse montagneuse.

## Explication

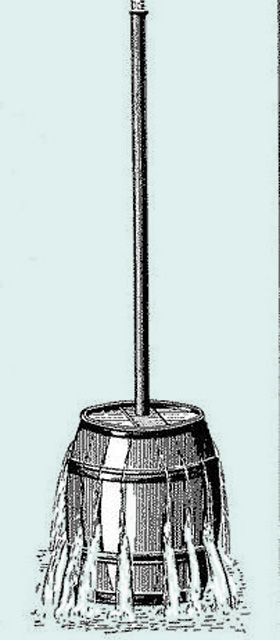
Principe de Pascal : éclatement d'un tonneau sous la pression d'une colonne d'eau.

### La théorie
Dans des vases communicants, les niveaux d’eau dans les tubes connectés sont identiques, quels que soient leur forme, leur diamètre, ou le nombre de tubes. Mais deux phénomènes viennent ici changer ce résultat.
L'un a été démontré par Léonard de Vinci (1452-1519), qui a exposé la loi de l’équilibre de deux liquides de densités différentes : dans des vases communicants, le niveau d'eau dans la partie contenant le liquide le plus dense sera inférieur au niveau d'eau dans la partie contenant le liquide moins dense. Concrètement, si l'un des vases contient de l'eau salée, et l'autre vase de l'eau douce, bien que les deux vases communiquent entre eux, le niveau d'eau dans le vase d'eau salée sera plus bas que celui dans le vase d'eau douce. En outre, si on enlève un peu d’eau dans n'importe lequel des tubes, le niveau de l’eau redescendra des deux côtés en même temps.
L'autre correspond au principe de Pascal, loi essentielle de l'hydrostatique, où la pression dans un liquide est directement proportionnelle à la profondeur (ou hauteur de la colonne d'eau) et à sa densité.

### Le phénomène en pratique
La formation du système hydrologique des katavóthres remonte au développement de la structure karstique lors du Pléistocène (2,6 Ma à 11 430 ans), sur la base des calcaires auparavant déposés pendant le Crétacé.
Pendant les glaciations successives du Pléistocène, à cause de la masse de glace qui réduit d'autant la quantité d'eau, le niveau des mers baisse énormément - par exemple lors des dernières glaciations il y a 12 000 ans, il baisse d’environ 100 m en Méditerranée. Durant ces périodes glaciaires, la Céphalonie et l'île de Zante sont réunies. Par contre l'ensemble qu'elles forment est séparé de l'île d'Ithaque à l'est de la Céphalonie : la côte est de Céphalonie, notamment la baie de Sami - Aghia Effimia, a un gradient très élevé, et de glaciation en inter-glaciation, l'allure de la côte ne change guère. D'un autre côté, sur la côte ouest de Céphalonie, la baie de Livadi a une profondeur actuelle maximale de 28 m ; pendant les glaciations elle est donc largement découverte, et forme alors un bassin au fond relativement imperméable où les eaux peuvent se réunir.
Entre alors en jeu l'orientation des couches de calcaire : elles sont orientées vers l'est, vers l'autre côté de l'île. Et à l'époque des glaciations le massif est déjà karstifié, marqué par des grottes, puits, chenaux et passages de toutes sortes. D'où les eaux du bassin de Livadi à l'ouest, trouvent un écoulement naturel à travers le massif montagneux, vers l'est et l'autre côté de l'île, en l'occurrence vers la baie de Sami - Aghia Effimia. Ceci est un phénomène assez courant, que l'on retrouve entre autres dans les poljés de l'ancienne Yougoslavie avec des cheminements souterrains dépassant souvent 50 km - ici en Céphalonie l'eau n'a que 15 km (en ligne droite) à traverser.
Après la dernière glaciation, le niveau de la mer remonte, remplissant au passage les chemins souterrains d'écoulement des eaux douces sous la montagne. Cette remontée et ce remplissage sont prouvés quand, en 1961, Maurin et Zoetl réussissent à obtenir des stalactites provenant de grottes submergées par la mer, l'une par 3 m de fond et l'autre par 26 m de fond. L'âge de ces stalactites est déterminé au carbone 14 par K.O. Münnich de l'institut de Physique de l'université de Heidelberg. La première stalactite a approximativement 16 400 ans d'âge, la deuxième 20 400 ans. Attendu que les stalactites ne peuvent se former dans l'eau, ces âges sont les dates d'immersion des caves respectives. Cependant ceci n'explique toujours pas pourquoi l'eau de la mer est aspirée par les katavóthres. Ce sont H. Bergmann et Th. Glanz, de l'École Technique de Graz, qui ont résolu ce point.
Il est précédemment indiqué que les sources saumâtres de la baie de Sami - Aghia Effimia débitent plus d'eau douce que d'eau de mer, dans une proportion variant (en temps normal) de 3,5 / 1 à 6 / 1. C'est donc qu'au minimum plus des 3/4 de leur eau provient du massif, qui en quelque sorte sert d'éponge en emmagasinant l'eau des pluies d'hiver. Les deux montagnes karstiques de l'Ainos et du Roudi forment des réservoirs d'eau naturels. L'eau de pluie ne reste pas en surface ; elle pénètre à l'intérieur des montagnes par les fissures et autres ouvertures caractéristiques des terrains karstiques. La taille de ce massif explique le peu de différence entre les débits d'été et ceux d'hiver pour les sources (et explique aussi la constance de température).

D'autre part, dans un massif karstique, les fissures et autres ouvertures internes ne sont pas également réparties : leur taille diminue au fur et à mesure que l'altitude baisse. C'est le résultat pratique, appliqué en géologie, du principe de Pascal. À la suite de quoi plus l'eau descend, plus son flot est rapide, et son énergie potentielle est progressivement transformée en énergie cinétique. Ces écoulements arrivent à créer une tête de pression, qui ici se trouve en dessous du niveau de la mer. Comme il y a communication entre l'endroit de la tête de pression et l'ouverture vers la mer sur la côte ouest à Fanari, et comme cette tête de pression au sein de la montagne est plus importante (de par la hauteur et la taille réduite des voies de communication internes) que la tête de pression créée par la mer au niveau des katavóthres, l'eau de mer se trouve aspirée à l'intérieur du système. 
De même pour les sources saumâtres de la côte est, l'eau arrivant en dessous du niveau de la mer y est remontée par la force des têtes de pression en amont du système. C'est le principe des puits artésiens naturels.

## Utilisation
En 1835 le collecteur d'impôts anglais Stevenson est le premier à utiliser les katavóthres pour faire fonctionner un moulin à moudre le maïs, installant les aménagements décrits plus haut ici. En 1859, D. Migliaressi installe un autre moulin du même type à quelques centaines de mètres plus au sud. Ils cessent de travailler dans les années 1930, et sont totalement détruits lors du séisme de 1953 de Céphalonie. Au début des années 1960, ils sont reconstruits comme attraction touristique, mais ne sont pas fonctionnels.

## Lieux proches
- Phare Saints-Théodore
- Lagune de Koutavos près de Farsa
- Temple de Dimitra
- Ruines de l'ancienne ville de Krani (réservoir d'eau)
- Argostóli